# Campeonato Africano de Atletismo de 2018 - Arremesso de peso feminino
A prova do arremesso de peso feminino do Campeonato Africano de Atletismo de 2018 foi disputada no dia 5 de agosto, no Estádio Stephen Keshi, em Asaba, na Nigéria. 

## Recordes
Antes desta competição, os recordes mundiais e do campeonato nesta prova eram os seguintes:
|                       | Nome               | Nacionalidade   | Distância | Local      | Data                |
| --------------------- | ------------------ | --------------- | --------- | ---------- | ------------------- |
| Recorde mundial       | Natalya Lisovskaya | União Soviética | 22m 63cm  | Moscou     | 7 de junho de 1987  |
| Recorde do campeonato | Vivian Chukwuemeka | Nigéria         | 18m 86cm  | Porto Novo | 1 de julho de 2012  |
| Recorde africano      | Vivian Chukwuemeka | Nigéria         | 18m 43cm  | Walnut     | 19 de abril de 2003 |

## Medalhistas
| Ouro                 | Prata                 | Bronze              |
| Ischke Senekal (RSA) | Jessica Inchude (GBS) | Meike Strydom (RSA) |

## Cronograma
Todos os horários são locais (UTC+1). 
| Data        | Hora  | Evento |
| ----------- | ----- | ------ |
| 5 de agosto | 17:40 | Final  |

## Resultado final
| Posição           | Atleta           | Nacionalidade  | #1    | #2    | #3    | #4    | #5    | #6    | Resultado | Notas |
| ----------------- | ---------------- | -------------- | ----- | ----- | ----- | ----- | ----- | ----- | --------- | ----- |
| Medalha de ouro   | Ischke Senekal   | África do Sul  | x     | 15.80 | 16.08 | 17.24 | 16.01 | x     | 17.24     |       |
| Medalha de prata  | Jessica Inchude  | Guiné-Bissau   | 15.65 | 16.76 | 16.33 | 16.63 | x     | 15.81 | 16.76     |       |
| Medalha de bronze | Meike Strydom    | África do Sul  | 15.47 | 15.08 | 15.21 | 15.44 | 15.62 | 15.99 | 15.99     |       |
| 4                 | Salome Mugabe    | Moçambique     | 15.21 | 14.85 | x     | 15.06 | 15.13 | 14.51 | 15.21     |       |
| 5                 | Eucharia Ogbukwo | Nigéria        | 14.05 | 14.55 | 13.69 | 14.10 | 14.66 | 13.98 | 14.66     |       |
| 6                 | Nkechi Chime     | Nigéria        | x     | 13.36 | 12.77 | 13.87 | 12.97 | 13.49 | 13.87     |       |
| 7                 | Zurga Usman      | Etiópia        | 11.57 | 12.42 | x     | 13.28 | x     | 12.46 | 13.28     |       |
| 8                 | Amira Sayed      | Egito          | 11.87 | 12.05 | 11.60 | 12.21 | 12.16 | 11.49 | 12.21     |       |
| 9                 | Mariama Keita    | Guiné-Bissau   | 10.45 | 10.64 | 10.51 |       |       |       | 10.64     |       |
| 10 !              | Sali Nadounké    | Burquina Fasso |       |       |       |       |       |       | DNS       |       |

Legenda
| Recorde mundial       | Recorde mundial (World record)               |                       | Recorde africano                      | Recorde africano (African) |                                           | Q | Classificado por posição (Qualified) |
| Recorde do campeonato | Recorde do campeonato (Championship record)  | Recorde da América    | Recorde da América (Americas)         | q                          | Classificado por melhor tempo (Qualified) |   |                                      |
| Melhor marca do ano   | Melhor marca do ano (World leading)          | Recorde asiático      | Recorde asiático (Asian)              | DNS                        | Não largou (Did not start)                |   |                                      |
| Recorde nacional      | Recorde nacional (National record)           | Recorde europeu       | Recorde europeu (European)            | DNF                        | Não terminou (Did not finish)             |   |                                      |
| Recorde pessoal       | Recorde pessoal do atleta (Personal best)    | Recorde da Oceania    | Recorde da Oceania (Oceania)          | DSQ / DQ                   | Desclassificado (Disqualified)            |   |                                      |
| Recorde da temporada  | Recorde da temporada do atleta (Season best) | Recorde sul-americano | Recorde sul-americano (South America) | NM                         | Sem marca (No mark)                       |   |                                      |